# پیتر هنلین

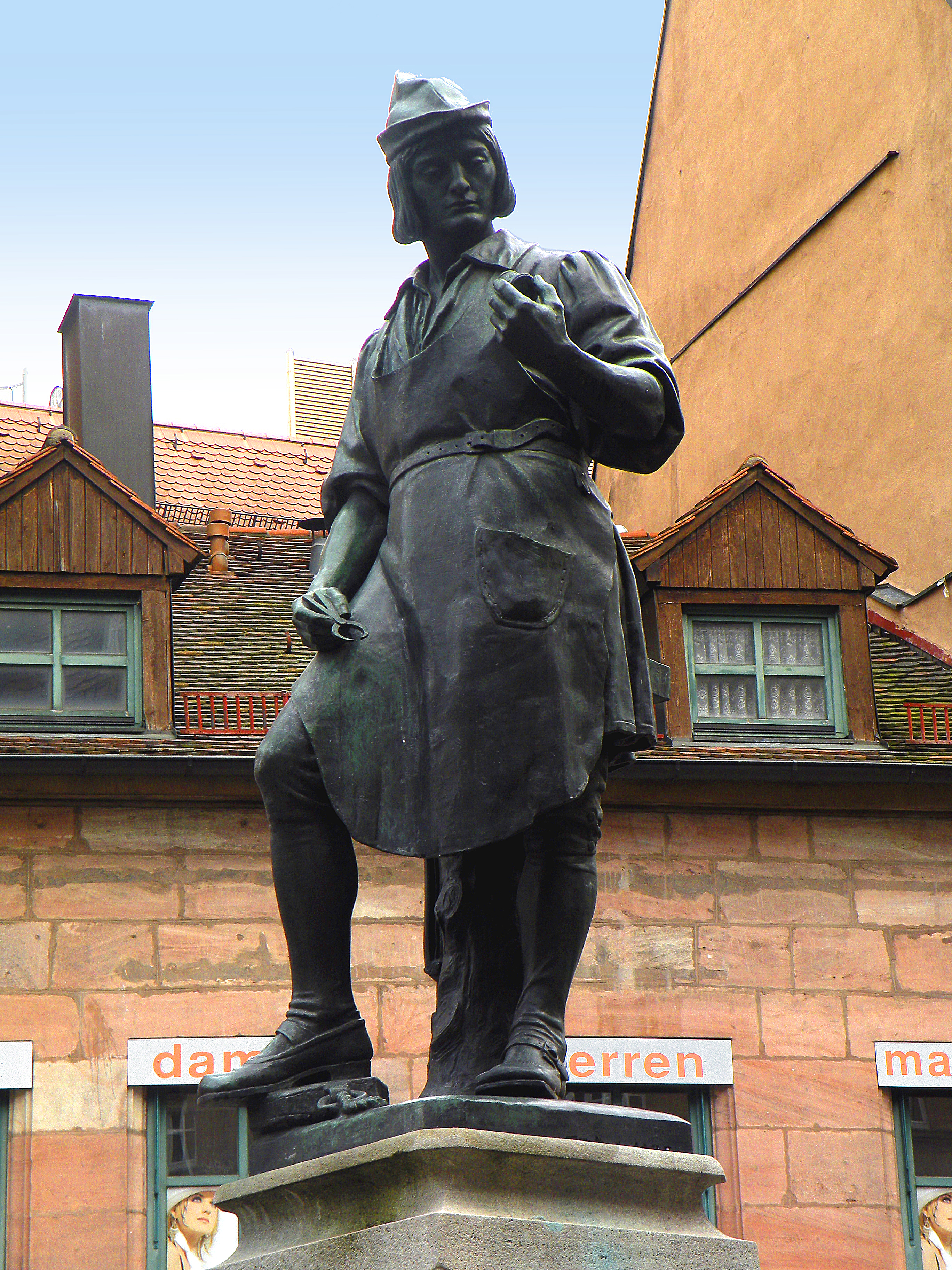
مجسمه یادبود پیتر هنلین

پیتر هنلین (انگلیسی: Peter Henlein) قفل‌ساز و ساعت‌ساز اهل آلمان بود. او مخترع ساعت مچی است. پیتر هنلین در سال ۱۵۱۰ میلادی نخستین ساعت مکانیکی را ساخت.